# تجميل المناظر الطبيعية (لاندسكيب)
تجميل المناظر الطبيعية  أو ما يعرف ب Landscaping هو أي نشاط بشري يعمل على تجميل منظر الأشياء المرئية وتشمل:
- النباتات والحيوانات وماهو ما يعرف باعمال الحدائق؛ وهي عملية فن وحرفة زراعة النباتات من أجل تجميل المناظر.
- عناصر الطبيعة مثل تجميل وتشكيل سطح الأرض سواء كان طبيعاً أو صناعياً عن طريق عمل التلال والأكوام الرملية من أجل تجميل المنظر، بالإضافة إلى ارتفاع وشكل التضاريس في الأرض، والأعمال المائية كالبرك وأحواض السباحة والشلالات والنوافير.حتى أعمال الطرق والمنشآت الأُخرى كالمظلات والمقاعد تدخل في أعمال تجميل المناظر.
- بالإضافة إلى العناصر المجرّدة مثل الطقس والإضاءة كلها تعمل على خلق حالة جمالية لمنظرٍ ما.[1]

أعمال تجميل المناظر يجب أن يقوم بها خبراء في مجال البستة والتصميم الفني.

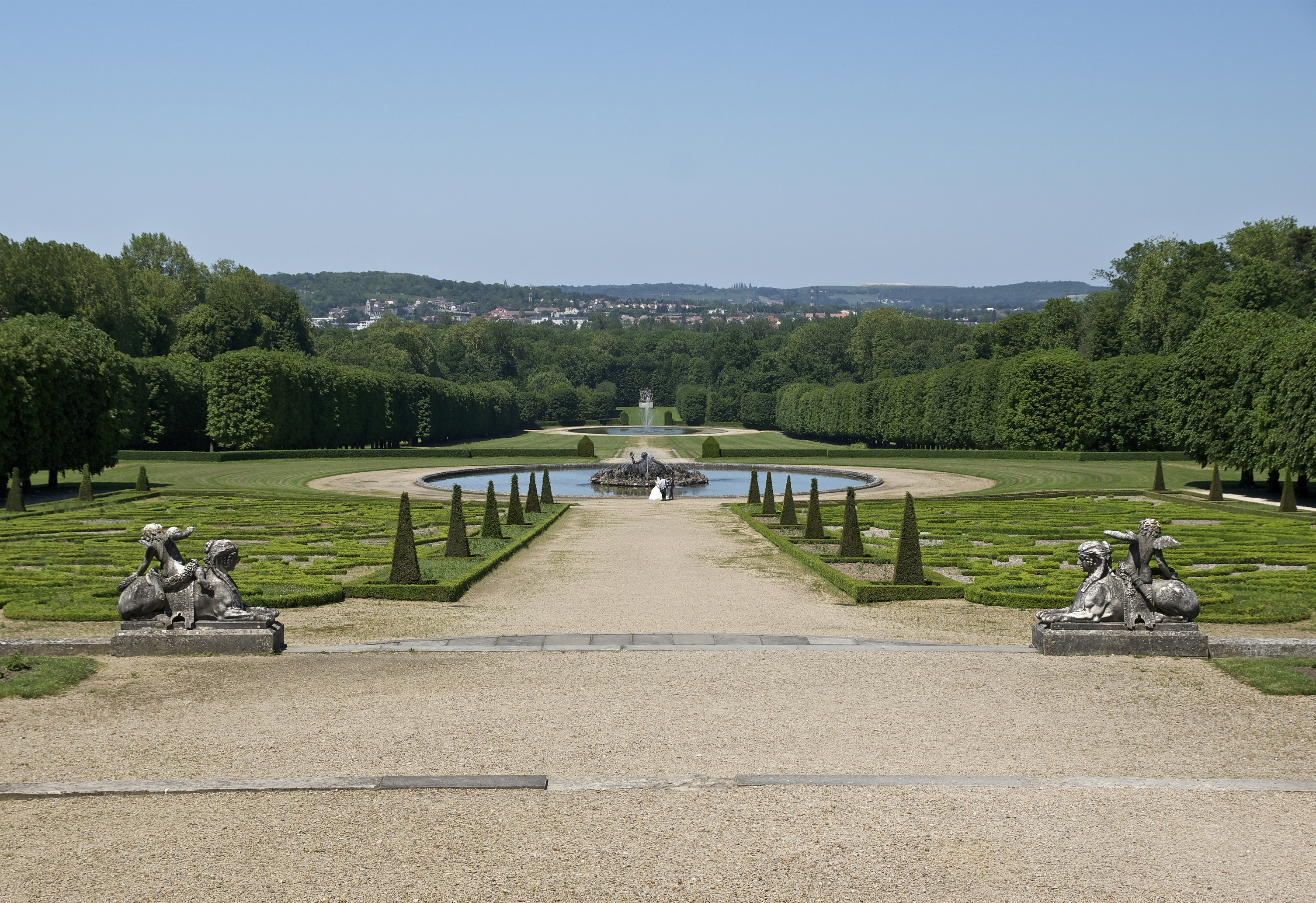
مشروع لتجميل المناظر

## دراسة الأرض
إنشاء أعمل تجميل المناظر يتطلب الدراسة والمراقبة. لانها تختلف من مكانٍ إلى آخر في العالم باختلاف طبيعة الأراضي والمناخ والمناظر الطبيعية. لذلك عادةً يوصى الخبراء المحليين بضرورة دراسة وفهم الموقع؛ باعتباره واحد من أهم العناصر الأساسية لتنسيق الحدائق الناجحة وتجميل المنظر. يجب كذلك مراعاة الميزات الطبيعية المختلفة مثل التضاريس وطبوغرافية الأرض وخصائص التربة والرياح السائدة والثلوج وضرورة معرفة نظام النباتات والحيوانات المحلية، ومعرفة الاصناف النباتية التي تصلح زراعتها في كل موسم، كل هذا يجب أن يُوخذ في الحسبان. في بعض الأحيان الأرض ربما تكون غير صالحة لأعمال تجميل المناظر الطبيعية، في هذه الحالة الأمر يتطلب إعادة تشكيل الأرض وتعديل مناسيبها ودرجاتها، واحياناُ يتطلب تغيير خصائص التربة بنقل تربة صالحة للزراعة من مكانٍ إلى آخر. كذلك ضرورة القيام بأعمال هندسة المساحة كتقنيات مكعبات الحفر والردم. في بعض الأحيان قد تنطوي عملية تسوية وتعديل الأرض على إزالة النفايات الزائدة المدفونة في الأرض وكذلك إزالة الصخور، لذلك يجب على المصممين مراعاة ذلك أثناء مرحلة التخطيط.

## معلومات إضافية
بداية عمل مقاولات أعمال المناظر الطبيعية، تبدأ بالتصميم والتخطيط وحصر مايمكن القيام به في الأرض من أجل تحقيق النتيجة المرجوة. أصبحت أعمال تجميل المناظر الطبيعية أعمال مقاولات هندسية تقنية أكثر من كونهاأعمال طبيعية لذلك أصبحت مواصفات أعمال تجميل المناظر الطبيعية - اللاندسكيب توضع ضمن مواصفات الإنشاء في العديد من البلدان. بعض المشاريع يبدأ العمل فيها بدون حواجة لأعمال تشكيل التربة وتسويها أو استعمال جزازات العشب لإزالة عشب كان موجوداً في الاأرض، أو استعمال المناشير لقطع الاشجار. بعض المناطق لها صفات مختلفة تتطلب زراعة نوع معين من النباتات. عند زراعة عشب جديد، من الأفضل أن يتم ذلك في فصلي الربيع وفصول الخريف لضمان النمو وتقليل انتشار الحشائش. من المتفق عليه عموما أن الأسمدة مطلوبة للنمو الجيد للنباتات. بعض مهندسي أعمال تجميل المناظر الطبيعية وتنسيق الحدائق يستخدام الحصى والصخور ونشارة الخشب بأحجام مختلفة لإضافة المزيد من الجماليات والتنسيق في المساحات المطلوب تجميلها.

## الأمن والسلامة
أعمال تجميل المناظر الطبيعية وغيرها من المهن الهندسية يمكن أن تشكل مجموعة واسعة من المخاطر الصحية والسلامة. ويشمل ذلك الجروح والكدمات والإصابات المرتبطة بالحرارة والبرودة والإصابات المتعلقة باستعمال المبيدات والكيماويات وإصابات العضلات بسبب الانحناء أو الرفع الثقيل، وتلك المرتبطة بتشغيل الآليات في عمليات الحفر وصيانة الحدائق مثل الجرارت ومكائن تقليم الأشجار وقص العشب، لذلك لابد من الاهتمام بالأمن والسلامة وإتباع إجراءات في موقع العمل تسند إلى متخصص يدربون العمال على الالتزام بارتداء ملابس تضمن الأمن والسلامة بالإضافة ألى الأحذية والخوذ والكمامات والجواراب والنظارات وأحزمة الصعود وكل ما يحقق الأمن والسلامة

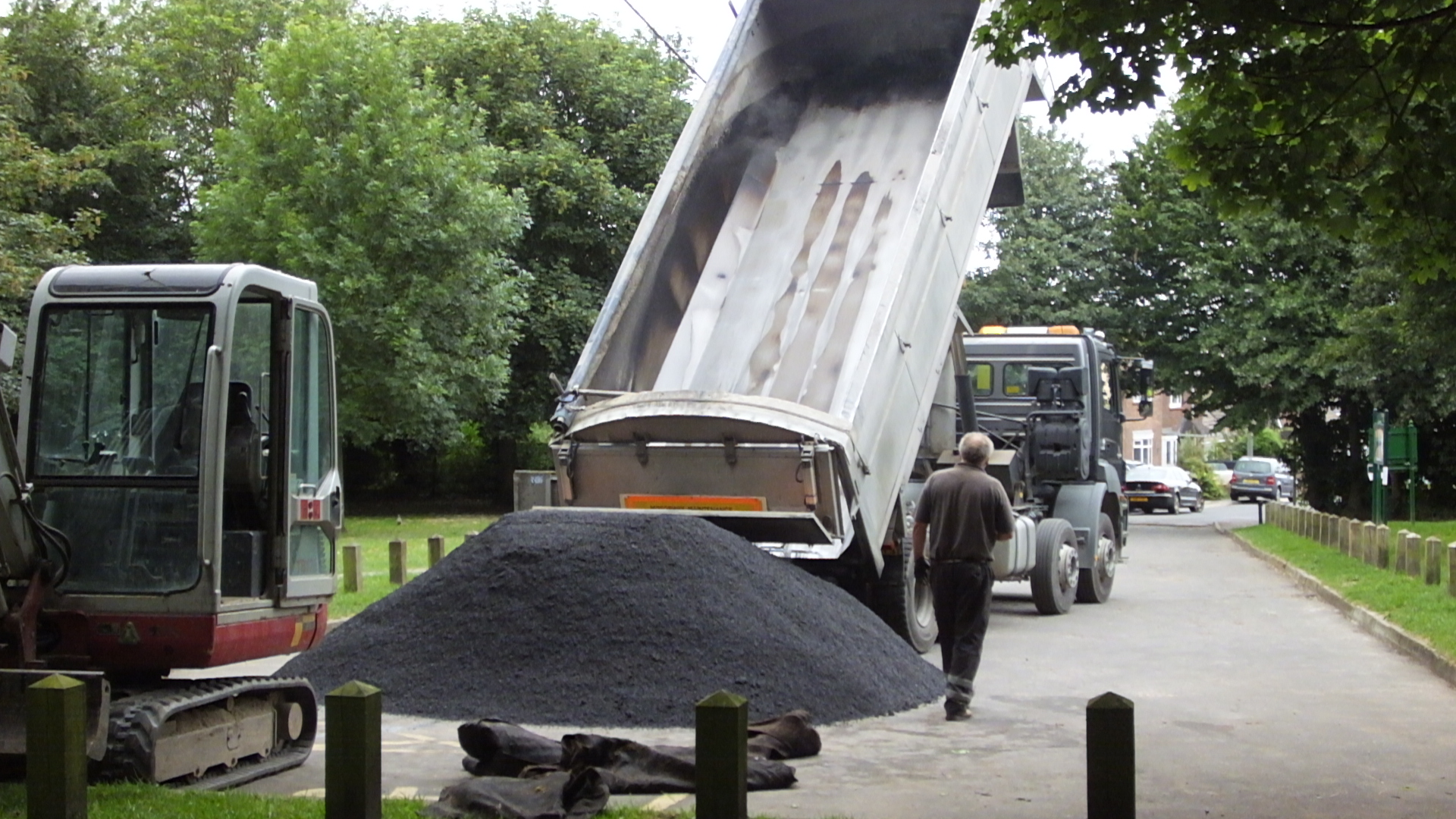
آليات ومعدات في مشروع لأعمال تجميل المنظر الطبيعي